# Bekas
Bekas är en svensk dramafilm i regi av Karzan Kader producerad av Sandra Harms för Sonet Film. Filmen spelades in under 2011 i den kurdiska delen av Irak och hade premiär 30 november 2012. Distributör är AB Svensk Filmindustri.
Bekas finns även i en kortfilmsversion då den var Karzan Kaders examensfilm från Dramatiska Institutet år 2010. Den belönades med en Student Academy Award, alltså en Oscar för bästa studentfilm 2011.